# Mercedes-Benz W 133 III
La Mercedes-Benz W 133 III, connue sous le nom de Type 170 VG, était un véhicule utilitaire léger militaire à usage tout-terrain développée à partir de la Type 170 V par Daimler-Benz en 1935 à des fins militaires.
Son empattement est de 2 600 mm et sa face avant à calandre verticale rappelle les camions de Mercedes-Benz. Elle est équipée du moteur quatre cylindres en ligne de 1,7 litre à soupapes latérales de la 170 V avec un taux de compression de 6,5:1 et une puissance de 38 ch (28 kW) à 3 400 tr / min. Le moteur développe un couple maximal de 100 Nm (10,2 mkp) à une vitesse de 1 800 tr/min. Une transmission à quatre ou cinq vitesses non synchronisées envoie la puissance aux roues arrière ou éventuellement aux quatre roues. Il y a deux leviers de vitesse au milieu de la voiture, une pour la boîte de vitesses et l'autre pour l'engagement de la traction avant. Les roues arrière sont suspendues à un essieu oscillant à ressorts hélicoïdaux. L'essieu avant a deux ressorts à lames transversaux. Les quatre roues sont équipées de freins hydrauliques.
Les voitures à boîte de vitesses à cinq rapports atteignent 90 km/h en fonctionnement avec deux roues motrices et 55 km/h en traction intégrale. Les versions avec transmission à quatre vitesses atteignent 110 km/h ou 60 km/h.
L'Heereswaffenamt (HWA) a ordonné que 62 véhicules soient testés par la Wehrmacht, mais n'a montré aucun intérêt pour d'autres achats. Dans le même temps, Stoewer de Szczecin a commencé à développer la voiture d'unité légère pour le compte de la HWA.

## Production W 133 III
| Année     | 1935 | total |
| --------- | ---- | ----- |
| W 133 III | 62   | 62    |